# Suonatore di flauto
Il Suonatore di flauto è un dipinto a olio su tela (102x78 cm) attribuito a Giorgione, databile al 1508-1510 circa e conservato nella Galleria Borghese a Roma. L'opera fa pendant con il Cantore appassionato, di dimensioni uguali e nello stesso museo.

## Storia e descrizione
L'opera mostra un uomo a mezza figura in primo piano, con il busto di profilo, un braccio sollevato che alza un flauto e la testa girata verso lo spettatore, facente una curiosa smorfia, tra il comico e il grottesco. Indossa una casacca bianca con aperture sulla manica e un berretto floscio in testa, cadente sul volto, di colore rosso, annodato con un fazzoletto bianco.
Le due tele a soggetto tradizionalmente identificato come musicale, assieme ad altre opere come il Sansone deriso (o Concerto), vengono di solito attribuite all'ultima fase della produzione di Giorgione, tra gli affreschi al Fondaco dei Tedeschi e la morte (1510), uno dei periodi più oscuri nella ricostruzione del catalogo dell'artista. In questo periodo l'autore dipingeva i soggetti direttamente col colore sulla tela, con incarnati densi e una libertà estremamente moderna, senza il ricorso al disegno preparatorio. Si tratta però di opere di attribuzione incerta, che alcuni riferiscono a Domenico Capriolo o ad altri allievi, magari come completamento di lavori lasciati incompiuti dall'artista dopo la scomparsa.
Di notevole anticipo sui tempi sono gli effetti di chiaroscuro smorzato e il pathos, che ad alcuni ha anche fatto pensare a un'opera dei primi anni del barocco, all'inizio del XVII secolo.